# Pales cuthbertsoni
Pales cuthbertsoni là một loài ruồi trong họ Tachinidae.